# Chattahoochee
Chattahoochee és una població dels Estats Units a l'estat de Florida. Segons el cens del 2000 tenia 3.287 habitants.

## Demografia
Segons el cens del 2000, Chattahoochee tenia 3.287 habitants, 1.035 habitatges, i 675 famílies. La densitat de població era de 232,9 habitants per km².
Dels 1.035 habitatges en un 27,7% hi vivien nens de menys de 18 anys, en un 37,9% hi vivien parelles casades, en un 23,2% dones solteres, i en un 34,7% no eren unitats familiars. En el 32,2% dels habitatges hi vivien persones soles el 15,8% de les quals corresponia a persones de 65 anys o més que vivien soles. El nombre mitjà de persones vivint en cada habitatge era de 2,25 i el nombre mitjà de persones que vivien en cada família era de 2,8.
Per edats la població es repartia de la següent manera: un 17,9% tenia menys de 18 anys, un 8,8% entre 18 i 24, un 30,1% entre 25 i 44, un 26,4% de 45 a 60 i un 16,8% 65 anys o més.
L'edat mediana era de 41 anys. Per cada 100 dones de 18 o més anys hi havia 119,4 homes.
La renda mediana per habitatge era de 28.250 $ i la renda mediana per família de 35.139 $. Els homes tenien una renda mediana de 30.000 $ mentre que les dones 24.531 $. La renda per capita de la població era de 15.265 $. Entorn del 21% de les famílies i el 26,1% de la població estaven per davall del llindar de pobresa.

## Poblacions més properes
El següent diagrama mostra les poblacions més properes.